# アサノハカエデ
アサノハカエデ（麻の葉楓、学名: Acer argutum）は、ムクロジ科カエデ属の落葉小高木。雌雄異種。和名は、葉脈の流れ方がアサ科のアサ（麻）の葉に似ることによる。

## 分布と生育環境
日本固有種。本州の福島県・新潟県以西および四国に分布し、山地の林縁、谷間、谷間に続く斜面に生育する。高地の沢沿いに多く、関東地方では、標高800 - 1900メートル (m) の山地にみられる。寒冷な山地の沢沿いで見られるが、個体数は少ない。

## 特徴
樹高は5 - 10メートル (cm) に、幹の直径は15 - 20センチメートル (cm) になる。樹皮には皮目が点在する。冬芽の鱗片は2対あり、敷石状に並び、紫褐色になる。鱗片葉は長さ1.5 - 2 cmになるへら形で、背面に短い軟毛が密生する。
葉は頂芽、側芽および仮頂芽から伸びて、2 - 5対、対生する。この他、雌花序の基部に1対の葉をつけるが、雄花序の基部にはつかない。葉身は、長さ2.5 - 6.5 cm、幅3 - 8 cmで、掌状に5 - 7浅・中裂し、裂片の先は尾状にとがり、基部は心形から切形になり、縁は細かい重鋸歯がある。葉の表面は無毛で、裏面に短伏毛が密生し、ときに白色を呈する。葉柄は長さ2 - 10 cmあり、葉身より長く、毛はない。秋には紅葉し、黄色に色づく。
花期は5月。葉の展開に伴って、花序を前年枝の仮頂芽および側芽から出す。花は淡黄緑色。雄花序は束状で花が7 - 10個垂れ下がり、花柄は長さ約1.5 cm、萼片は4個あり黄緑色で長さ3ミリメートル (mm) 、花弁は4個で萼片より小さい。雄蕊は4個で長さ約5 mmになる。雌花序は散房状で花が約10個垂れ下がり、萼片は4個あり黄緑色で長さ2 - 3 mm、花弁は4個で萼片より小さく、雄蕊はないか、あっても1 - 2個で短い。子房は無毛で、花柱は外曲する。果期は8 - 9月。果実は翼果で、果序は総状で垂れ下がり、分果は無毛で長さは2 - 2.5 cmになり、果翼はほぼ水平に開く。

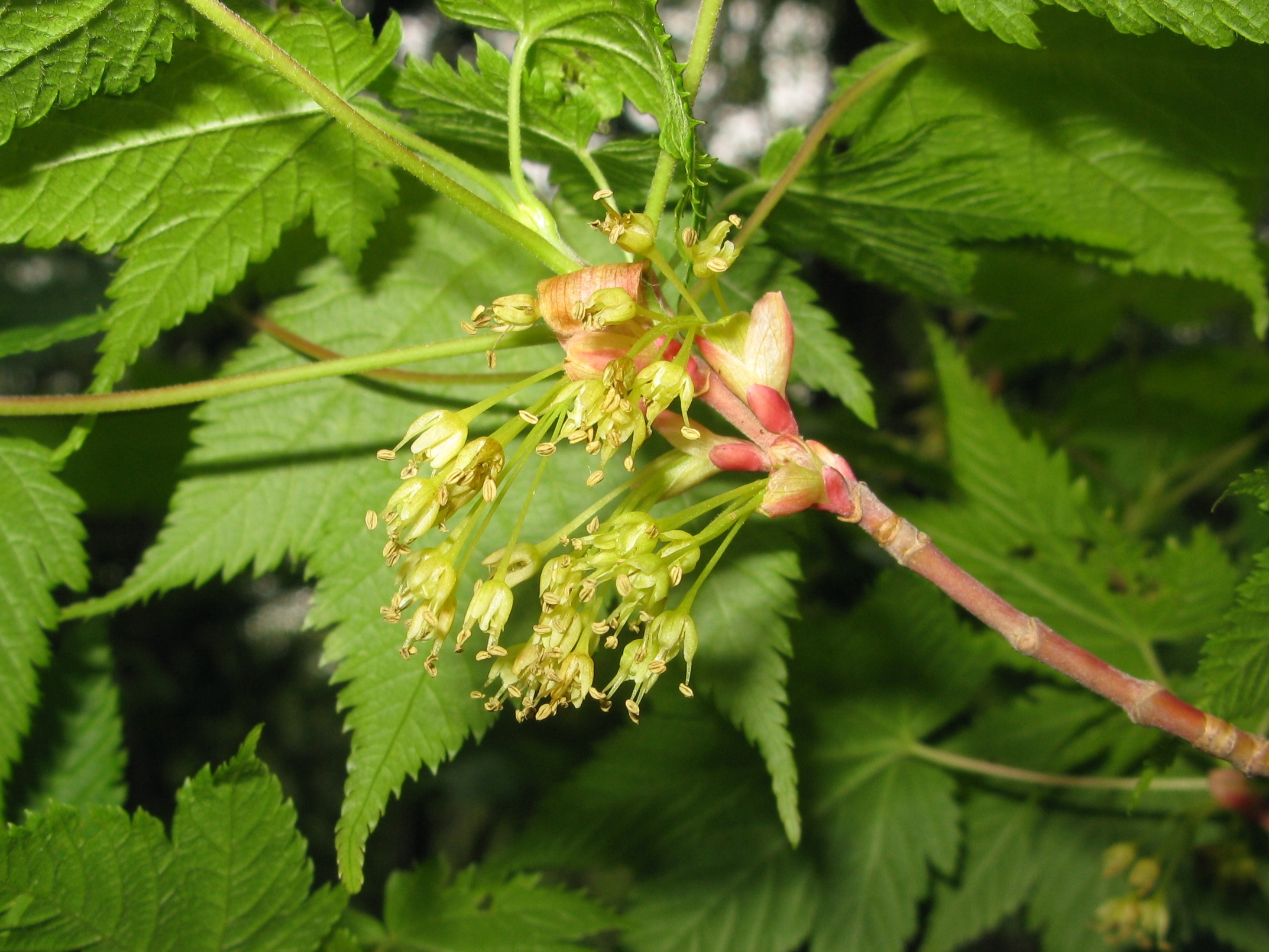
雄花序
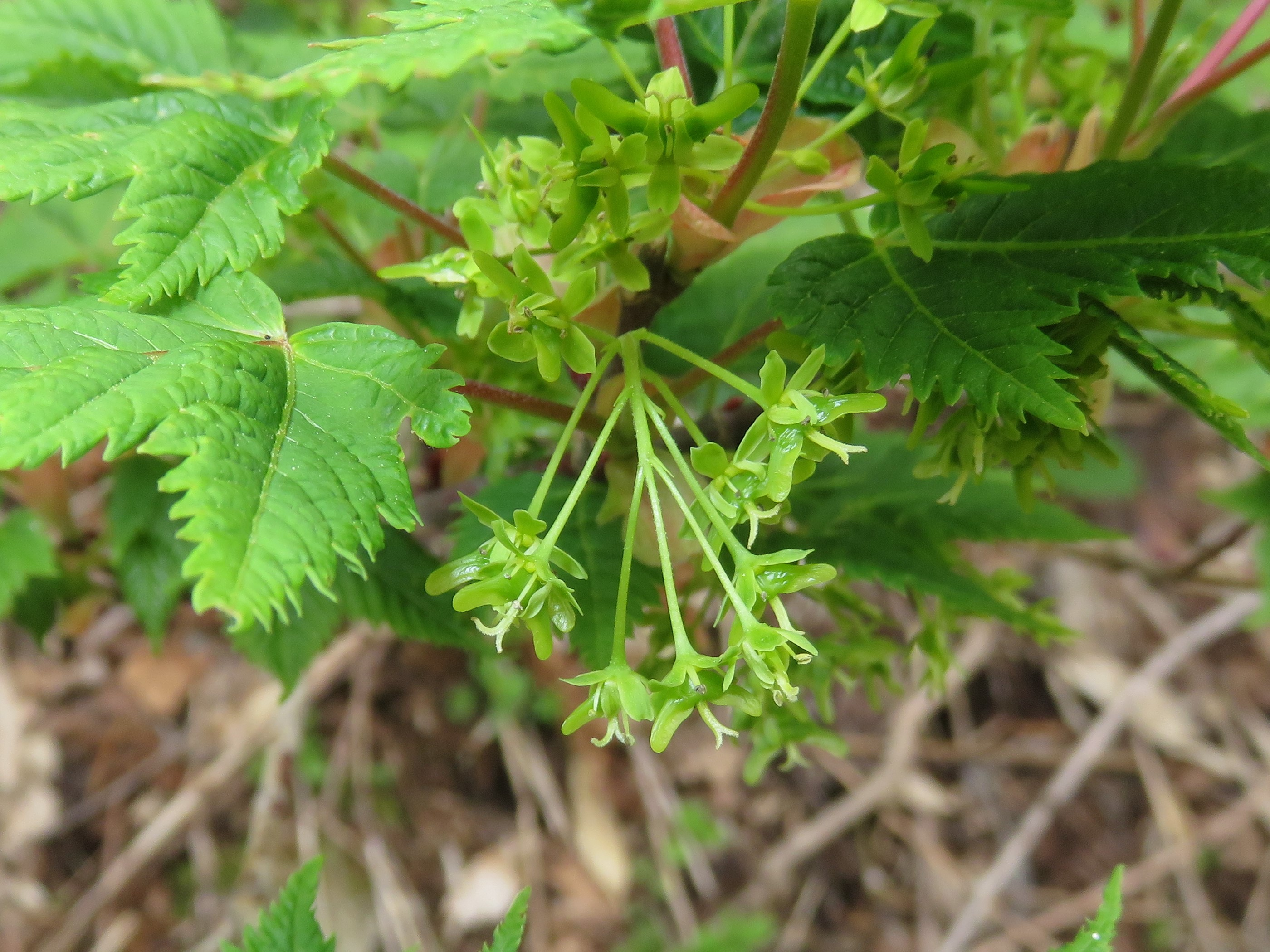
雌花序・若い果実
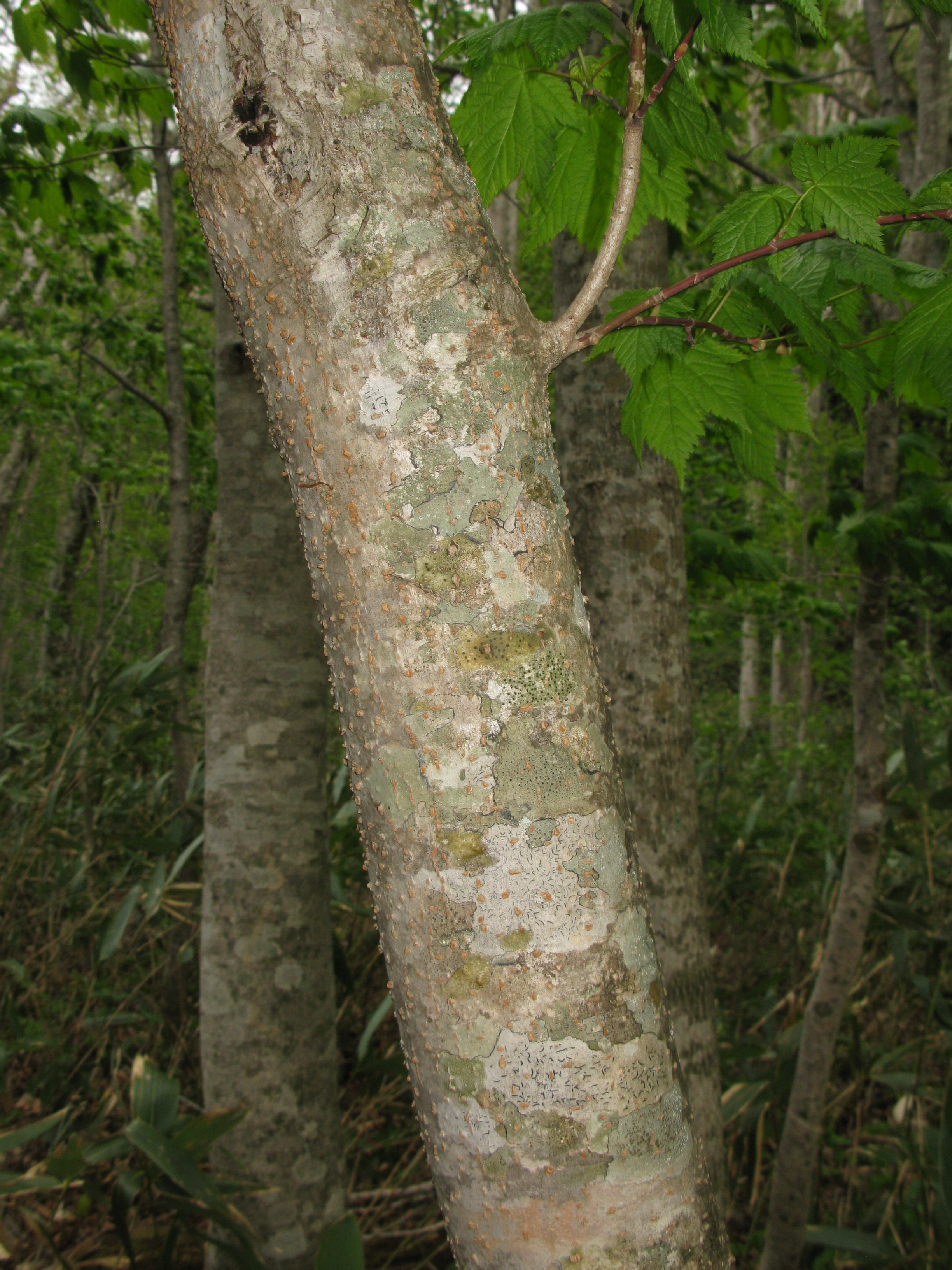
樹皮

## 利用
材は、器具材などとして利用される。また、寒冷地では庭木として植栽される。